# Philippe Sénac
Pour les articles homonymes, voir Sénac.
Philippe Sénac, né le 3 décembre 1952 à Paris 14e, est un historien, archéologue et médiéviste français spécialiste de l'Occident musulman.

## Biographie
Ancien membre de la Casa de Velasquez, Philippe Sénac a été professeur d’histoire médiévale à l’université Toulouse II-Le Mirail, à l'université Paris IV et intervenant missionnaire à l'université Paris Sorbonne Abu Dhabi ainsi que membre du laboratoire CNRS Framespa. Il dirige des recherches sur les zones de contact entre les musulmans et les chrétiens d’Espagne. Il est l'auteur de nombreux articles et ouvrages sur les relations entre l'Occident chrétien et l'islam avant les croisades.
Aujourd'hui, Philippe Sénac a pris sa retraite en tant que professeur.

## Publications
Liste non exhaustive
- Musulmans et Sarrasins dans le Sud de la Gaule du VIIIe au XIe siècle, Paris, Le Sycomore, 1980.
- L'Image de l'autre : l'Occident médiéval face à l'Islam, Paris, Publications de la Sorbonne, 1981.
- Provence et piraterie sarrasine, Maisonneuve et Larose, 1982.
- Le monde musulman des origines au début du XIe siècle, Armand Colin, 1999.
- La frontière et les hommes, VIIIe-XIIe siècle, Paris, Maisonneuve et Larose, 2000.
- Les Carolingiens et al-Andalus, VIIIe-IXe siècle, Paris, Maisonneuve et Larose, 2002.
- Relations des pays d'islam avec le monde latin en collaboration avec Pierre Guichard, Sedes, 2000.
- Al Mansur, Librairie Académique Perrin, 2005.
- Charlemagne et Mahomet : En Espagne (VIIIe – IXe siècles), Paris, Gallimard, coll. « Folio / histoire » (no 241), 22 janvier 2015, 432 p. (ISBN 978-2-07-035794-9).
- avec Carlos Laliena Corbera, 1064. Barbastro. Guerre sainte et djihâd en Espagne, Gallimard, 2018, 228 p.
- L'autre bataille de Poitiers : Quand la Narbonnaise était arabe (VIIIe siècle), Armand Colin, 2023.